# Agrolimen
Agrolimen ist eine spanische Holding im Familienbesitz, die überwiegend im Nahrungsmittelbereich tätig ist.
Die Ursprünge des Unternehmens reichen zurück bis in das Jahr 1937, als Lluís Carulla Canals (1894–1990) das Unternehmen Gallina Blanca (ursprünglicher Name Gallina de Oro) gründete. Um das Unternehmen diversifizieren zu können, wurde 1964 Agrolimen gegründet.
Die bedeutendsten Teile der Unternehmensgruppe sind heute: im Bereich Lebensmittel GB Foods (in Deutschland bekannte Marken unter anderem Erasco, Heisse Tasse, Lacroix) sowie im Bereich Heimtiernahrung Affinity Petcare (Hauptmarken Brekkies und ultima).

## Marken
- Gallina Blanca
- The Eat Out Group (Pans & Company, Bocatta, Fresc Co, Pollo Campero, Loga das sopas, Dehesa Santa María) – 2016 an Ibersol verkauft[8]
- El Pavo
- Biocentury
- Mont-Ferrant